# Helsa
Helsa este o comună din landul Hessa, Germania.

## Personalități născute aici
- Karl Ziegler (1898 - 1973), chimist, laureat al Premiului Nobel pentru Chimie.